# Philip J. Deloria
Philip Joseph Deloria (27 de febrero de 1959) es un historiador y autor estadounidense. Es miembro de la Nación Dakota que se especializa en historia ambiental, americana occidental y de los nativos americanos. Es hijo del erudito Vine Deloria, Jr. y sobrino nieto de la etnóloga Ella Deloria. Es autor de los libros premiados Playing Indian (1998) e Indians in Unexpected Places (2004), entre otros. Recibió su doctorado en Estudios Americanos por la Universidad Yale y actualmente enseña en el Departamento de Historia de la Universidad de Harvard. En 2021 fue elegido miembro de la Sociedad Filosófica Estadounidense.

## Biografía
Es un miembro inscrito de la tribu Standing Rock Sioux e hijo de Barbara y Vine Deloria Jr. Su padre fue un erudito, escritor y activista por los derechos de los nativos americanos que obtuvo reconocimiento nacional por su libro de 1969 Custer Died for Your Sins: An Indian Manifesto. Su tía abuela paterna, Ella Deloria, trabajaba como etnóloga y la hermana de Ella, Mary Sully, era artista. Su abuelo, Vine Deloria Sr. y su bisabuelo Philip Joseph Deloria, también conocido como Thípi Sápa, fueron sacerdotes episcopales. El es también tataranieto del pintor y oficial del ejército estadounidense Alfred Sully, y tataranieto del pintor Thomas Sully. Mientras crecía, su madre era bibliotecaria en la Biblioteca Fairhaven en Bellingham, Washington. Después de la escuela, él y su hermano solían leer en la biblioteca hasta que terminaba el turno de su madre.
Se graduó de la Universidad de Colorado en 1982 con un BME en educación musical. En 1988, completó su maestría en periodismo y comunicaciones de masas en la Universidad de Colorado. Recibió su doctorado en estudios americanos por la Universidad Yale en 1994. Trabajó como profesora en el Departamento de Historia de la Universidad de Colorado de 1994 a 2000, antes de ocupar una cátedra en la Universidad de Michigan en Ann Arbor, tanto en el Departamento de Cultura Estadounidense como en el Departamento de Historia. Fue decano asociado de educación universitaria en la Facultad de Literatura, Ciencias y Artes de la Universidad de Michigan y fue profesor colegiado Carroll Smith-Rosenberg. En 2018 fue nombrado el primer profesor titular de historia de los nativos americanos en la Universidad de Harvard. Es fideicomisario del Museo Nacional del Indio Americano-Smithsonian y expresidente del Comité de Repatriación. Es la presidenta de 2022 de la Organización de Historiadores Americanos.
Es autor de dos libros de no ficción y varios artículos y capítulos de libros. Su libro de 1998, Playing Indian , aborda el fenómeno histórico de "jugar a ser indio", mediante el cual personas no nativas en los Estados Unidos construyen identidades nacionales y personales a través de la realización de vestimentas y rituales indios. Fue adaptado de su disertación en Yale, que terminó en 1994. Playing Indian ganó en 1999 el premio Gustavus Myers al Libro Destacado del Programa Gustavus Myers para el estudio de la intolerancia y los derechos humanos en América del Norte.
Su segundo libro, Indians in Unexpected Places (2004), explora los estereotipos de los nativos americanos que los confinan al pasado y analiza la aparente desunión entre los indios y la modernidad. Indians in Unexpected Places recibió el premio John C. Ewers de escritura etnohistórica en 2006 de la Asociación de Historia Occidental. También produjo, dirigió y editó el programa de PBS Eyanopapi: Heart of the Sioux.

## Publicaciones seleccionadas
- Jugar al indio . New Haven: Prensa de la Universidad de Yale, 1998.  .
- Indios en lugares inesperados . Lawrence: University Press de Kansas, 1999.ISBN 978-0-7006-1459-2.
- Compañero de Blackwell para la historia de los indios americanos, ed. Boston: Editores Blackwell, 2002.ISBN 978-1405121316
- CG Jung y las tradiciones sioux: sueños, visiones, naturaleza y lo primitivo, ed. Nueva Orleans: Spring Journal Press, 2009.
- "Cuatro mil invitaciones". Indio americano trimestral 37, no. 3 (julio de 2013): 25-43.
- "Las narrativas maestras estadounidenses y el problema de la ciudadanía india en la era dorada y la era progresista". La Revista de la Edad Dorada y la Era Progresista 14, no. 1 (enero de 2015): 3-12.
- Estudios americanos: una guía del usuario. Prensa de la Universidad de California, 2017. ISBN 9780520287730
- Convertirse en Mary Sully: hacia un resumen indio americano . Seattle: Prensa de la Universidad de Washington, 2019.
- "Acción de Gracias en el mito y la realidad", New Yorker 25 de noviembre (2-19): 70-70.
- "La búsqueda condenada al fracaso de Tecumseh de una confederación nativa", New Yorker (2 de noviembre de 2020), 76-80.